# Blues for Greeny
Blues for Greeny è un album di cover di brani di Peter Green eseguito da Gary Moore, pubblicato nel 1995.

## Tracce
1. If You Be My Baby – 6:38 (Green, Adams)
2. Long Grey Mare – 2:04 (Green)
3. Merry-Go-Round – 4:14 (Green)
4. I Loved Another Woman – 3:05 (Green)
5. Need Your Love So Bad – 7:54 (Mertis John Jr.)
6. The Same Way – 2:35 (Green)
7. The Supernatural – 3:00 (Greenbaum)
8. Driftin' – 8:29 (Greenbaum)
9. Showbiz Blues – 4:08 (Green)
10. Love That Burns – 6:28 (Green, Adams)
11. Looking For Somebody – 7:12 (Green)

## Formazione
- Gary Moore - chitarra, voce
- Tommy Eyre - tastiere
- Nick Payn - sassofono
- Nick Pentelow - sassofono
- Andy Pyle - basso
- Graham Walker - batteria